# 壽桂尼

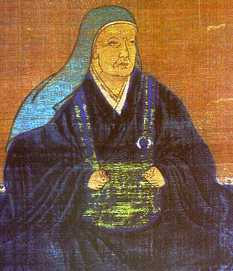
壽桂尼

壽桂尼（？—1568年4月11日、？—永祿十一年三月十四日），日本戰國時代女性，是戰國時駿河國大名今川氏親的正室。出身藤原北家，勸修寺流，父親是權大納言中御門宣胤，兄長為中御門宣秀，姐姐則是山科言綱的正室。子女有今川氏輝、今川義元、瑞溪院（北條氏康的正室）。本名不詳，丈夫氏親死後依佛俗剃度出家，法名瑞光院壽桂尼，尊稱大方殿。經歷氏親、氏輝、義元、氏真四代，擔任政務方面的輔佐。

## 生平
永正二年（1505年），壽桂尼嫁給今川氏親，成為氏親的正室（另一說法是永正五年〔1508年〕）。永正十年（1513年）時生下氏親長男今川氏輝，永正十四年（1517年）生下氏親次男彥五郎，永正十六年（1519年）生下氏親五男今川義元。由於氏親的身體不好，因此壽桂尼常在一旁輔佐，並於永正二十六年制定今川氏的分國法『今川假名目錄』。
大永六年（1526年），氏親病逝，長男氏輝繼承家督之位，不過當時氏輝才14歲，因此在氏輝16歲親政前，一直是由壽桂尼處理今川氏的政務。也因為這個緣故，她被歷史小說家永井路子稱為「女戰國大名，尼御台」。同時，壽桂尼也努力撮合甲斐大名武田信玄和公卿三條公賴的女兒三條氏的親事。
天文五年（1536年），次男彥五郎、長男氏輝相繼去世，壽桂尼讓五男梅岳承芳（義元）還俗，打算讓他繼承家督，並取得太原雪齋、瀨名氏俊等今川氏重臣的支持。然而此舉卻引發氏親三子玄廣惠探（側室所生）的不滿，其認為義元排行在自己之後，理應由自己繼任家督，也因此雙方爆發了爭奪家督之位的花倉之亂。亂事最終以梅岳承芳勝出告終，承芳確立為今川家實質當主並改名今川義元。
永祿三年（1560年）五月，義元在桶狹間之戰戰死，其子今川氏真（壽桂尼嫡孫）繼承家督，壽桂尼仍持續參與今川家政務。
惟義元死後，今川氏沒落，壽桂尼也在永祿十一年（1568年）三月於今川館辭世。實際年齡從婚年推測約70－80歲左右。壽桂尼希望「死後也要守護今川」，在她病逝後，墓所葬在駿府館東北方的鬼門方向的龍雲寺。
然而在壽桂尼死後，今川家與武田家切斷政略外交關係，同年十二月武田信玄開始駿河侵攻的軍略。今川氏真被迫放棄駿河逃往遠江掛川城並於隔年投降德川家康，做為戰國大名的今川家武家勢力就此衰滅。

## 登場作品
小說
- 姬之戰國（文藝春秋、永井路子（日语：永井路子）著）

影視劇
- 武田信玄（1988年、NHK大河劇、演：岸田今日子）
- 風林火山（2007年、NHK大河劇、演：藤村志保）
- 女城主 直虎（2017年、NHK大河劇、演：淺丘琉璃子）